# Лукьянов, Фёдор Анатольевич
Фёдор (Фео́дор) Анато́льевич Лукья́нов (род. 26 мая 1977, Москва) — священнослужитель Русской православной церкви (иерей), председатель Патриаршей комиссии по вопросам семьи, защиты материнства и детства, настоятель храма Благовещения Пресвятой Богородицы в Петровском парке и храма Святителя Митрофана Воронежского в городе Москве, проповедник. Член Совета при Правительстве Российской Федерации по вопросам попечительства в социальной сфере.

## Биография
Фёдор Лукьянов родился в Москве 26 мая 1977 года в семье архитекторов.
В 1988 году перешёл из обычной школы на литературный факультет лицея «Воробьёвы горы». В 1991 году принял таинство Крещения. Поступление на 1-й курс Московского государственного института международных отношений совпало с началом алтарного служения, которое продолжалось и после окончания МГИМО. В институте в качестве основных языков изучал китайский и английский. Окончил МГИМО в 1999 году.
Работал в Греции, Вене, Братиславе, Шанхае по линии международного общественного форума «Диалог цивилизаций».
Окончил также магистратуру экономического отделения Российского университета дружбы народов, имеет специализированное образование в области биоэтики.
Женат с 2005 года, в семье шестеро детей.
25 апреля 2006 года в соборе Иверской иконы Божией Матери Патриаршего подворья в бывшем Николо-Перервинском монастыре города Москвы по благословению патриарха Алексия был рукоположён в сан диакона архиепископом Орехово-Зуевским Алексием (Фроловым).
В 2011 году окончил МДАиС (заочный сектор).
С 2011 по 2015 год трудился в качестве координатора пресс-службы патриарха Кирилла, принимал участие в подготовке первого визита предстоятеля Русской православной церкви в Китайскую народную республику, совместного визита президента России Владимира Путина и патриарха Кирилла на Афон.
1 августа 2015 года на соборной площади Свято-Троицкого Серафимо-Дивеевского монастыря был рукоположен в сан иерея патриархом Московским и всея Руси Кириллом.
29 мая 2019 года освобождён от служения в храме Всех Святых на Филёвской пойме города Москвы и назначен штатным клириком храма Благовещения Пресвятой Богородицы в Федосьине.
21 июля 2020 года освобождён от должности клирика Патриаршего подворья при храме Благовещения Пресвятой Богородицы в Федосьине и назначен настоятелем храма Святителя Митрофана Воронежского на Хуторской города Москвы.
25 августа 2020 года на заседании Священного синода Русской православной церкви назначен председателем Патриаршей комиссии по вопросам семьи, защиты материнства и детства.
9 ноября 2020 года назначен временно исполняющим обязанности настоятеля храма Благовещения Пресвятой Богородицы в Петровском парке Москвы сроком на один год. 16 ноября 2021 года утверждён в должности настоятеля Благовещенского храма.
11 сентября 2022 года в храме Христа Спасителя Святейшим Патриархом был удостоен права ношения наперсного креста золотого цвета.
Входит в Общественный совет при министерстве юстиции России.

## Взгляды
Особое место в жизни иерея Феодора Лукьянова заняло служение, посвящённое защите жизни нерождённых детей.
В 2018 году совместно с Конгрессом педиатров России и при поддержке Патриаршей комиссии по вопросам семьи, защиты материнства и детства и протоиерея Димитрия Смирнова Фёдор Лукьянов организовал 1-й Гиппократовский форум, на котором были подняты вопросы современной биоэтики, защиты права ребёнка на жизнь с момента зачатия.
Вместе с протоиереем Димитрием Смирновым в 2018 году в Москве организовал Всероссийское совещание-форум центров защиты материнства и детства, на которое прибыли представители епархиальных комиссий по вопросам семьи.
Став в 2019 году ответственным секретарём Патриаршей комиссии, регулярно выступал на общественных мероприятиях в Государственной думе, Общественной палате РФ, в средствах массовой информации, отстаивая право внутриутробного ребёнка называться человеком.
Клипы социальной рекламы «Сохрани меня.ру», режиссёром и сценаристом которых он был, завоевали премии на международном фестивале социальной рекламы, спасали и спасают сотни маленьких жизней.
В 2020-2022 года регулярно выступал в поддержку позиции Патриарха о необходимости законодательного запрета суррогатного материнства для иностранцев, приводя в пример данные правоохранительных органов о торговле детьми через систему суррогатного материнства.  Неоднократно выступал по этой теме  на общественных площадках и в СМИ. В ноябре 2022 года закон о запрете суррогатного материнства для иностранцев  был принят Государственной Думой, а 19 декабря подписан Президентом РФ.
Является членом совета при Правительстве РФ по вопросам попечительства в социальной сфере
В 2023 году возглавил общероссийскую работу по реализации запрета абортов в частных клиниках России. Был инициатором общественного мониторинга нарушений частными клиниками в области рекламы абортов и регламента профилактики абортов. 
19 сентября 2023 года в Государственной Думе Федерального Собрания Российской Федерации в Москве вместе с комитетом Госдумы организовал выставку, посвященную Всероссийскому социальному проекту «Семья — основа мира». В открытии выставки приняли участие П.О.Толстой, А.Ю.Кузнецова, Н.А.Останина, депутаты ГД. Патриарх Московский и всея Руси Кирилл направил приветствие участникам церемонии открытия, где предложил депутатам изучить возможность разработки Конвенции по правам и защите семьи, к которой могли бы присоединиться и другие страны. 
В октябре 2024 года назвал провокацией идею о налоге на бездетность. По его словам, налог на бездетность является одним из примеров «абсурдных провокационных инициатив», которые в последнее время стали появляться в публичном пространстве. Такие инициативы, по мнению Лукьянова, «вбрасываются», чтобы вызвать негатив к теме поддержки традиционной семьи и ограничения деструктивных идеологий, таких как чайлдфри. Помимо этого, подобные идеи, по словам иерея, работают на ослабление суверенитета страны.Был одним из экспертов при разработке закона о запрете пропаганды превосходства бездетного образа жизни ( т.н. закон о запрете пропаганды чайлдфри), принятом в 2024 году.
Регулярно по приглашению региональных властей выступает на тему успешных практик региональных демографических программ с учетом традиционных семейных ценностей.
В 2024 году по благословению Патриарха был включен в организационный комитет Года Семьи. Летом 2024 года поддержал проведение общероссийского Парада семей.
Принял участие в качестве эксперта в съемках художественно-документального фильма «Мамино письмо», снятого телеканалом СПАС, вместе со съемочной группой фильма в 2024 году посетил десятки регионов России с предпремьерным показом.